# انقلاب 1971 في أوغندا
كان الانقلاب الثاني 1971 انقلابًا عسكريًا نفّذه الجيش الأوغندي، بقيادة الجنرال عيدي أمين، ضد حكومة الرئيس ميلتون أوبوتي في 25 يناير 1971، وتم الاستيلاء على السلطة بينما كان أوبوتي في الخارج يحضر اجتماع رؤساء حكومات الكومنولث في سنغافورة. كان أمين يخشى أن يطرده أوبوتي.
غالبًا ما يُستشهد بانقلاب عام 1971 على أنه مثال على «العمل الطبقي من قبل الجيش»، حيث عملت القوات المسلحة الأوغندية ضد «نظام اشتراكي متزايد شكلت سياساته الداخلية المتساوية تهديدًا متزايدًا للامتيازات الاقتصادية للجيش».

## خلفية
نشأ شقاق بين أمين وأبوتي، وتفاقم بسبب الدعم الذي بناه أمين داخل الجيش من خلال التجنيد من منطقة غرب النيل، ومشاركته في عمليات لدعم التمرد في جنوب السودان ومحاولة اغتيال أوبوتي في عام 1969. في أكتوبر 1970 تولى أوبوتي السيطرة الكاملة على القوات المسلحة، وحوّل أمين من منصب القائد العام للقوات المسلحة إلى منصب القائد العام للجيش.

## تفاصيل الانقلاب
بعد أن علم أن أوبوتي كان يخطط لاعتقاله بتهمة اختلاس أموال الجيش، بدأ أمين عملية الانقلاب في 25 يناير 1971، بينما كان أوبوتي يحضر اجتماع قمة الكومنولث في سنغافورة. تحركت قوات الجيش والشرطة العسكرية الموالية لأمين لتأمين مواقع إستراتيجية حول كمبالا وعنتيبي. وأغلق الانقلابيون مطار إنتيبي الدولي لمنع عودة أوبوتي، وقامت الدبابات والجنود بدوريات في شوارع كمبالا وعنتيبي. قاوم بعض الجنود الموالين للرئيس أوبوتي وأعضاء من وحدة الخدمات العامة قوات الانقلاب، بينما دارت بعض المعارك أيضًا في كلية الشرطة في كمبالا. تم الإبلاغ عن قتال عنيف في جينجا، على بعد حوالي 50 ميلاً من كمبالا. تم تطويق منزل أوبوتي وتم إغلاق الطرق الرئيسية. وفرضت القوات الانقلابية حظر تجول ليلي. بشكل عام، كان الموالون لأوبوتي غير منظمين للغاية بحيث لم يتمكنوا من تقديم مقاومة فعالة، وسرعان ما تم التغلب عليهم. في الساعة 4:30 مساءً، أُعلن أن الجيش والشرطة بقيادة أمين قد سيطروا على البلاد بأكملها.
اتهمت إذاعات أوغندا حكومة أوبوتي بالفساد وقالت إن الجيش يعتقد أن سياسات أوبوتي أدّت إلى العنف، كما كان بمنح معاملة تفضيلية لبعض المناطق في البلاد. وبحسب ما ورد فقد قوبل البث بحشود مُرحّبة في العاصمة. بعد أن استولى على السيطرة على الحكومة، تحرك أمين لتطهير الجيش من الخصوم السياسيين، وأمر بقتل جنود أتشولي واللانغو الذين اشتبه في دعمهم لأوبوتي. بحلول عام 1972، قُتل حوالي 5000 منهم.

## بعد الانقلاب
عندما عزز سلطته كديكتاتور عسكري، أمر أمين بعمليات تطهير عديدة ضد المعارضين المشتبه بهم، مما أسفر عن مقتل بين 30.000 إلى 50.000 أوغندي على مدى السنوات التي تلت الانقلاب. وفرّ الآلاف نتيجة لذلك إلى تنزانيا، حيث انضموا إلى المنشقين التابعين لأوبوتي. بموافقة رئيس تنزانيا جوليوس نيريري، شكل هؤلاء المنفيون الأوغنديون جيشًا صغيرًا من حرب العصابات، وهاجموا أوغندا في عام 1972. ومع ذلك، فشلت الانتفاضة الشعبية ضد أمين التي كانوا يأملون في تحقيقها. أدى الصراع إلى تدهور حاد في العلاقات بين أوغندا وتنزانيا، مما أدّى في نهاية المطاف إلى اندلاع الحرب الأوغندية التنزانية وسقوط نظام أمين في عام 1979.

## التصوير في وسائل الإعلام
- يبدأ فيلم صعود وسقوط عيدي أمين مع حدوث الانقلاب أثناء قيام الدكتور مايكل أولويا (توماس بابتيست) بإجراء عملية جراحية، ويتم تصويره على أنه عنيف. على الرغم من إطلاق النار في الخارج، يواصل أولويا العملية قائلاً: «هذا المريض لن يكون ضحيته الأولى!» بعد ذلك مباشرة، يظهر أمين (جوزيف أوليتا) في عرض عسكري بهتافات الشعب الأوغندي. يُظهر الدبلوماسيون البريطانيون والفرنسيون دعمهم الصريح له، قائلين إن «هناك ما يكفي من الهراء الاشتراكي يدور حول بقية العالم».
- في فيلم آخر ملوك اسكتلندا، يصور الانقلاب على أنه شعبي، من اجل الشعب. الانقلاب مدعوم من البريطانيين. ويوصف معارضو أمين بأنهم «رجال أوبوتي».